# Portneuf-sur-Mer
Portneuf-sur-Mer es un municipio canadiense situado en la provincia de Quebec.

## Superficie
Portneuf-sur-Mer tiene una superficie de 181,9 km².

## Demografía
En 2021, tenía 612 habitantes, una densidad poblacional de 3,4 hab./km², y 357 viviendas.